# Woronówka (sielsowiet Pirogańce)
Woronówka (biał. Вараноўка; ros. Вороновка) – agromiasteczko na Białorusi, w obwodzie grodzieńskim, w rejonie werenowskim, w sielsowiecie Pirogańce, przy drodze magistralnej . Sąsiaduje z Werenowem.
Dawniej zaścianek. W dwudziestoleciu międzywojennym leżała w Polsce, w województwie nowogródzkim, w powiecie lidzkim, do 11 kwietnia 1929 w gminie Bieniakonie, następnie w gminie Werenów.